# Dziga Vertov
Dziga Vertov, (Дзига Вертов) eredeti nevén Gyenyisz Arkagyjevics Kaufman), (Białystok, 1896. január 2. – Moszkva, 1954. február 12.) szovjet filmrendező, a dokumentumfilmezés, a cinema verité, a filmhíradó egyik klasszikusa. A montázstechnika egyik kidolgozója, teoretikusa és megvalósítója. Az 1960-as évekbeli francia cinema verité dokumentarista filmirányzat neve a Vertovtól származó kinopravda tükörfordítása.

## Élete, munkássága
Szülővárosában zenét tanult, majd 1916-tól a szentpétervári Neurológiai Intézetben orvosnak készült.
1918–1919-ben az első szovjet filmhíradósok között dolgozott (Kinonyegyelja, "mozihét"). Különböző híradós felvételekből A polgárháború története címmel önálló filmet állított össze.
1922–1925 között az általa kezdeményezett, havonta jelentkező híradó (Kinopravda) szerkesztését irányította, melyből 23 szám készült el. Ez a híradó nemcsak a tájékoztatás, hanem az agitáció eszköze is volt, és a hatás eléréséhez már tudatosan alkalmazta a film alapvető kifejezőeszközeit: a premier plánt, a változó beállításokat, a képsorok ritmizálását a vágás segítségével.
Híressé vált filmszem-elméletének lényege, hogy az objektív, a kamera („Én vagyok a filmszem. Én vagyok a gép-szem. Én vagyok a gép…”) képes a tényeket, az eseményeket közvetlenül, bárhol és bármikor, részleteiben és állandó mozgásukban is filmre venni, sőt újraalkotni. A régi, „polgári” cselekményes filmre, a forgatókönyvre, egyáltalán a játékfilmre semmi szükség. „A filmszem maga a filmigazság (kinopravda).”
Elméletét először 1924-ben készült dokumentumfilmjeiben (Filmszem) alkalmazta, melyeket operatőr-testvérével, Mihail Kaufmannal együtt, valós helyszíneken, néha rejtett kamerával vettek fel. Az így felvett képsorok összeállításánál igyekezett a montázs nyújtotta lehetőségeket maximálisan kihasználni. Itt tűnik fel filmjeinek az a jellegzetessége, melyet „lírai dokumentumfilm”-nek lehet nevezni. E tekintetben szokták filmjeit szembeállítani a kortárs angol dokumentarista, Robert Flaherty objektivitásra törekvő filmjeivel. (A harmadik testvér, Borisz Kaufman Nyugaton dolgozott: előbb Jean Vigo filmjeinek, majd többek között Elia Kazan és Sidney Lumet operatőreként csinált karriert.)
Elméletének legteljesebb formába öntése az 1929-ben készített Ember a felvevőgéppel, amelyet 1964-ben, a mannheimi nemzetközi rövidfilm-fesztiválon a világ húsz legjobb dokumentumfilmje közé választottak. 
Dziga Vertov a hangosfilm korszakának elején is megőrizte művészetének alapvető jellemzőit, miközben dokumentumfilmjeiben az agitáció, a lírai, patetikus hangvétel egyre erősödött. Első hangosfilmje A Donyec-medence szimfóniája (1931) a szovjet bányászok munkájának képeiből, zenéből és a helyszínen felvett különféle zörejekből összeállított „szimfónia”.
Három dal Leninről (1934) című filmjét egyik legjobb alkotásának tartották, bemutatását a vezető szovjet pártlap lelkesen üdvözölte.
1937-ben, a forradalom huszadik évfordulójára készített apologetikus filmje (Bölcsődal) is jelzi, hogy ez az időszak a szovjet filmművészetben már a szocialista realizmus és a sematikus ábrázolás korszaka.
A világháború idején Kazahsztán fővárosában, Alma-Atában (ma: Almati) dolgozott, híradókat szerkesztett és a hátországban folyó munkáról szóló filmeket készített (Az Alatau hegyei között). 1944-ben visszatért a kitelepítésből és haláláig híradók szerkesztésével foglalkozott.

## Filmjei
- 1920 Csata Caricinban
- 1924 Filmszem
- 1926 Előre, Szovjet!
- 1926 A Föld egyhatoda (Шестая часть мира)
- 1928 Tizenegyedik
- 1929 Ember a felvevőgéppel
- 1930 Lelkesedés (A Donbassz szimfóniája)
- 1934 Három dal Leninről

## Kötetei magyarul
- Cikkek, naplójegyzetek, gondolatok; ford. Veress József, Misley Pál; Magyar Filmtudományi Intézet és Filmarchívum, Bp., 1973 (Filmművészeti könyvtár)